# Oligoclada laetitia
Oligoclada laetitia is een libellensoort uit de familie van de korenbouten (Libellulidae), onderorde echte libellen (Anisoptera).
De wetenschappelijke naam Oligoclada laetitia is voor het eerst geldig gepubliceerd in 1911 door Ris.